# Élections sénatoriales de 2008 dans le Gard
Les élections sénatoriales dans le Gard ont lieu le dimanche 21 septembre 2008. Elles ont pour but d'élire les sénateurs représentant le département au Sénat pour un mandat de six années.

## Contexte départemental
Lors des élections sénatoriales du 23 septembre 2001 dans la Gard, quatre sénateurs ont été élus.
Depuis, tous les effectifs du collège électoral des grands électeurs ont été renouvelés, avec les élections législatives françaises de 2007, les élections régionales françaises de 2010, les élections cantonales de 2008 et 2011 et les élections municipales françaises de 2008.

## Rappel des résultats de 1998
| Candidat et parti politique | Candidat et parti politique | Candidat et parti politique | Premier tour | Premier tour | Second tour | Second tour |
| Candidat et parti politique | Candidat et parti politique | Candidat et parti politique | Voix         | %            | Voix        | %           |
| --------------------------- | --------------------------- | --------------------------- | ------------ | ------------ | ----------- | ----------- |
|                             | Alain Journet               | PS                          | 537          | 35,75        | 712         | 48,77       |
|                             | André Rouvière              | PS                          | 505          | 33,62        | 674         | 46,16       |
|                             | Simon Sutour                | PS                          | 406          | 27,03        | 553         | 37,88       |
|                             | Étienne Mourrut             | RPR                         | 325          | 21,64        | 362         | 24,79       |
|                             | Gilbert Baumet              | MDR                         | 304          | 20,24        | 417         | 28,56       |
|                             | Jean Yannicopoulos          | UDF                         | 300          | 19,97        | 322         | 22,05       |
|                             | Nicole Bouyala              | PS                          | 267          | 17,78        | 301         | 20,62       |
|                             | Gérard Roux                 | UDF                         | 264          | 17,58        | Retrait     | Retrait     |
|                             | Bernard Millard de Montrion | DVG                         | 225          | 14,98        | 218         | 14,93       |
|                             | Sylvette Fayet              | PCF                         | 216          | 14,38        | 21          | 1,44        |
|                             | René Dupont                 | PCF                         | 212          | 14,11        | 6           | 0,41        |
|                             | Daniel Verdelhan            | PCF                         | 212          | 14,11        | 4           | 0,27        |
|                             | Serge Martinez              | FN                          | 132          | 8,79         | 6           | 0,39        |
|                             | Jean-Michel Avellaneda      | DL                          | 120          | 7,99         | Retrait     | Retrait     |
|                             | Hervé Giély                 | PRG                         | 107          | 7,12         | Retrait     | Retrait     |
|                             | Claude Vian                 | DL                          | 79           | 5,26         | Retrait     | Retrait     |
|                             |                             |                             |              |              |             |             |
| Inscrits                    | Inscrits                    | Inscrits                    | 1 534        | 100,00       | 1 534       | 100,00      |
| Abstentions                 | Abstentions                 | Abstentions                 | 17           | 1,11         | 21          | 1,37        |
| Votants                     | Votants                     | Votants                     | 1 517        | 98,89        | 1 513       | 98,63       |
| Blancs et nuls              | Blancs et nuls              | Blancs et nuls              | 15           | 0,99         | 53          | 3,50        |
| Exprimés                    | Exprimés                    | Exprimés                    | 1 502        | 99,01        | 1 460       | 96,50       |

## Sénateurs sortants
| Sénateur | Sénateur       | Parti | Fonctions lors de l'élection en 1999                         |
| -------- | -------------- | ----- | ------------------------------------------------------------ |
|          | Simon Sutour   | PS    | Directeur général adjoint des services de la mairie de Nîmes |
|          | André Rouvière | PS    | Sénateur sortant, conseiller général, maire de Bessèges      |
|          | Alain Journet  | PS    | Président du conseil général, maire du Vigan                 |

## Présentation des listes et des candidats
Les nouveaux représentants sont élus pour une législature de 6 ans au suffrage universel indirect par les 1089 grands électeurs du département. Dans la Gard, les sénateurs sont élus au scrutin majoritaire à deux tours. Leur nombre reste inchangé, 2 sénateurs sont à élire. Ils sont 10 candidats dans le département, chacun avec un suppléant.
| T/S | Candidats | Candidats                  | Parti | Principale fonction                                                    |
| --- | --------- | -------------------------- | ----- | ---------------------------------------------------------------------- |
| T   |           | Édouard Chaulet            | PCF   | Maire de Barjac                                                        |
| S   |           | Nicette Dreyfus            | PCF   | Adjointe au maire de Saint-Christol-lès-Alès                           |
| T   |           | Bernard Clément            | PCF   | Maire de Domessargues                                                  |
| S   |           | Laurette Bastaroli         | PCF   | Adjointe au maire de Bagnols-sur-Cèze                                  |
| T   |           | Sylvette Fayet             | PCF   | Conseillère municipale de Nîmes                                        |
| S   |           | Patrick Bonton             | PCF   | Conseiller général                                                     |
| T   |           | Christophe Cavard          | PCF   | Conseiller général                                                     |
| S   |           | Clémence Aldebert          | PCF   | Conseillère municipale de Massillargues-Attuech                        |
| T   |           | Silvain Pastor             | Verts | Conseiller régional                                                    |
| S   |           | Béatrice Bernard-Chamson   | Verts | Conseillère municipale de Saint-Hilaire-de-Brethmas                    |
| T   |           | Lucien Affortit            | PS    | Conseiller général                                                     |
| S   |           | Bruno Clemençon            | PS    | Maire de Navacelles                                                    |
| T   |           | Simon Sutour               | PS    | Sénateur sortant                                                       |
| S   |           | Fabrice Verdier            | PS    | Maire de Fons-sur-Lussan                                               |
| T   |           | Françoise Laurent-Perrigot | PS    | Conseillère générale, maire d'Aigremont                                |
| S   |           | Laurent Pons               | PS    | Maire de Vissec                                                        |
| T   |           | Christophe Serre           | PS    | Maire de Saint-Paulet-de-Caisson, ancien conseiller général            |
| S   |           | Jocelyne Pezet-Romieux     | PRG   | Conseillère municipale de Nîmes                                        |
| T   |           | Corinne Ponce-Casanova     | MoDem |                                                                        |
| S   |           | Marc Poulon                | MoDem | Maire de Vers-Pont-du-Gard                                             |
| T   |           | Jacky Raymond              | NC    | Conseiller municipal de Nîmes                                          |
| S   |           | Bernadette Macquart        | NC    | Maire de L'Estréchure                                                  |
| T   |           | Gilbert Baumet             | UMP   | Conseiller général, maire de Pont-Saint-Esprit, ancien sénateur        |
| S   |           | Marie-Line Monjiols        | UMP   | Maire de Lédignan                                                      |
| T   |           | Jean-Paul Fournier         | UMP   | Conseiller général, président de la CA Nîmes Métropole, maire de Nîmes |
| S   |           | Vivette Lopez              | UMP   | Maire de Mus                                                           |
| T   |           | Max Roustan                | UMP   | Président d'Alès Agglomération, maire d'Alès                           |
| S   |           | Dominique Vincent          | UMP   | Maire de Saint-Siffret                                                 |
| T   |           | Élie Bataille              | UMP   | Maire de Bellegarde                                                    |
| S   |           | Odile Gibelin              | UMP   | Adjointe au maire de Bellegarde                                        |
| T   |           | Évelyne Ruty               | FN    | Conseillère régionale                                                  |
| S   |           | François Bonnieux          | FN    |                                                                        |

## Résultats
| Candidat et parti politique | Candidat et parti politique | Candidat et parti politique | Premier tour | Premier tour | Second tour | Second tour |
| Candidat et parti politique | Candidat et parti politique | Candidat et parti politique | Voix         | %            | Voix        | %           |
| --------------------------- | --------------------------- | --------------------------- | ------------ | ------------ | ----------- | ----------- |
|                             | Simon Sutour *              | PS                          | 651          | 39,91        | 864         | 53,37       |
|                             | Jean-Paul Fournier          | UMP                         | 637          | 39,06        | 714         | 44,10       |
|                             | Max Roustan                 | UMP                         | 522          | 32,00        | 698         | 43,11       |
|                             | Françoise Laurent-Perrigot  | PS                          | 499          | 30,29        | 753         | 46,51       |
|                             | Christophe Serre            | PS                          | 443          | 27,16        | 681         | 42,06       |
|                             | Gilbert Baumet              | UMP                         | 278          | 17,04        | 564         | 34,84       |
|                             | Jacky Raymond               | NC                          | 206          | 12,63        | Retrait     | Retrait     |
|                             | Édouard Chaulet             | PCF                         | 182          | 11,16        | Retrait     | Retrait     |
|                             | Bernard Clément             | PCF                         | 158          | 9,69         | Retrait     | Retrait     |
|                             | Sylvette Fayet              | PCF                         | 154          | 9,44         | Retrait     | Retrait     |
|                             | Lucien Affortit             | PS                          | 145          | 8,89         | Retrait     | Retrait     |
|                             | Corinne Ponce-Casanova      | MoDem                       | 141          | 8,64         | 119         | 7,35        |
|                             | Élie Bataille               | UMP                         | 99           | 6,06         | Retrait     | Retrait     |
|                             | Christophe Cavard           | PCF                         | 98           | 6,01         | Retrait     | Retrait     |
|                             | Silvain Pastor              | Verts                       | 59           | 3,62         | 70          | 4,32        |
|                             | Évelyne Ruty                | FN                          | 32           | 1,96         | Retrait     | Retrait     |
|                             |                             |                             |              |              |             |             |
| Inscrits                    | Inscrits                    | Inscrits                    | 1 697        | 100,00       | 1 697       | 100,00      |
| Abstentions                 | Abstentions                 | Abstentions                 | 13           | 0,77         | 20          | 1,18        |
| Votants                     | Votants                     | Votants                     | 1 684        | 99,23        | 1 677       | 98,82       |
| Blancs et nuls              | Blancs et nuls              | Blancs et nuls              | 53           | 3,12         | 58          | 3,42        |
| Exprimés                    | Exprimés                    | Exprimés                    | 1 631        | 96,11        | 1 619       | 95,40       |

### Sénateurs élus
| Sénateur | Sénateur                   | Parti |
| -------- | -------------------------- | ----- |
|          | Simon Sutour               | PS    |
|          | Françoise Laurent-Perrigot | PS    |
|          | Jean-Paul Fournier         | UMP   |